# 파테라

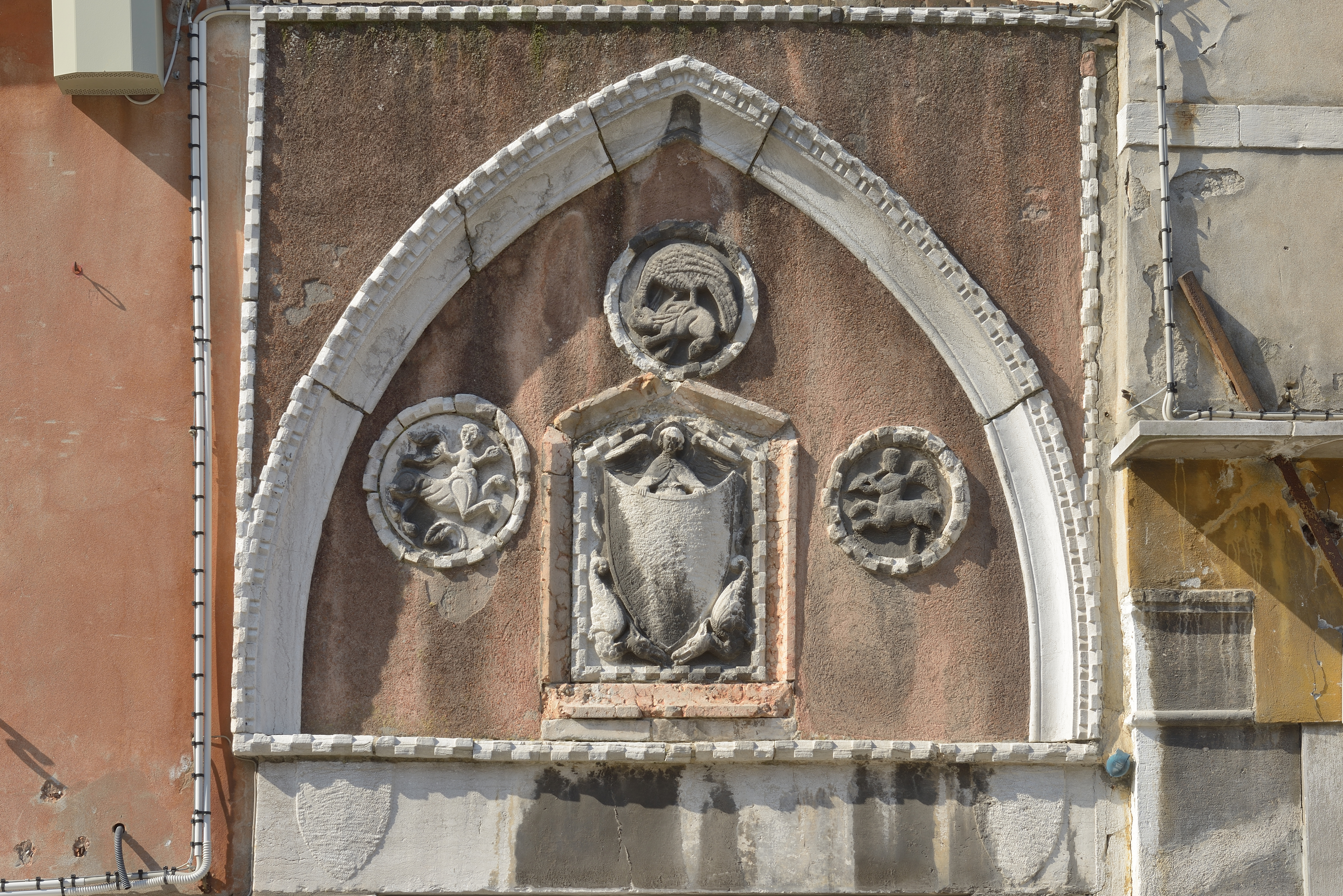
베니스의 스트라다 누오바(Strada Nuova)의 어느 출입구 위에 있는 파테라가 새겨진 고딕 아치

파테라(Patera, 복수형: Paterae)는 주로 서양 건축에서 사용되는 원형 또는 타원형의 박육조로 옅은 돋을새김으로 조각한 동글납작한 장식용 판이다. 파테라는 일반적으로 프리즈와 벽을 장식하고 몰딩을 끊는 데 사용된다. 파테라는 조각하기, 새기기, 상감하기, 심지어 칠하기까지 할 수 있으며 가구 제작에도 사용된다.

## 개요
파테라는 고대 로마 건축과 거의 모든 후기 서양 건축 양식에서 발견된다. 파테라는 보통 건축(주택, 공공 건축) 및 교회 건축에 모두 사용되며, 대개 대리석이나 이스트라 돌로 만들어진다. 직경은 20~80cm로 다양하고, 두께는 약 10cm이다. 일반적으로 꽃이나 동물들을 옅은 부조로 새기지만 무역이나 사람을 새기기도 한다. 또한 파테라는 주로 장식적인 요소로 사용되지만, 악령을 막아내는 액막이 역할도 한다.

## 갤러리

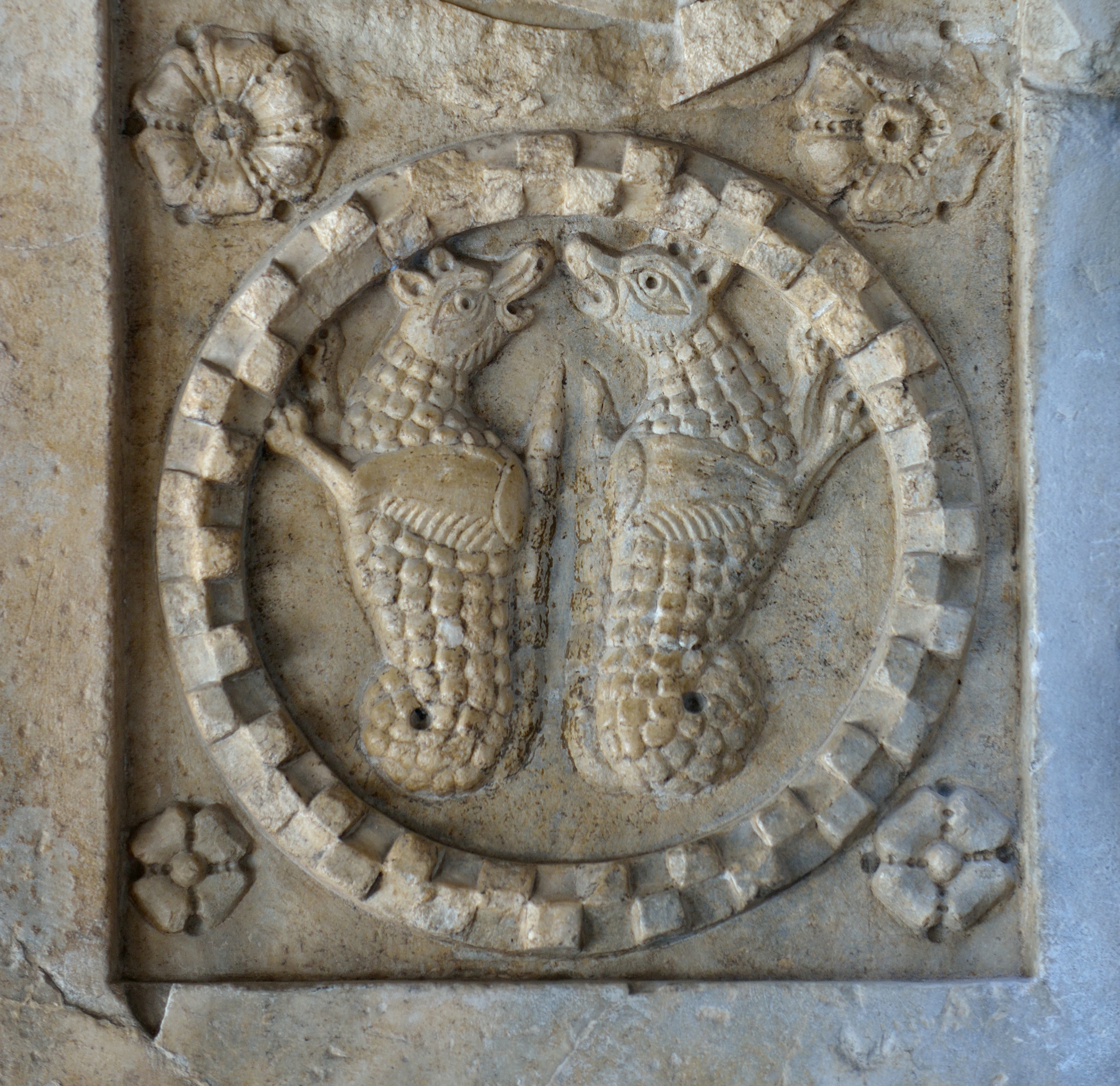
Corte seconda del Milion 궁정의 파테라와 베니스의 로마네스크 양식의 아치형 통로 Sotoportego del Teatro.
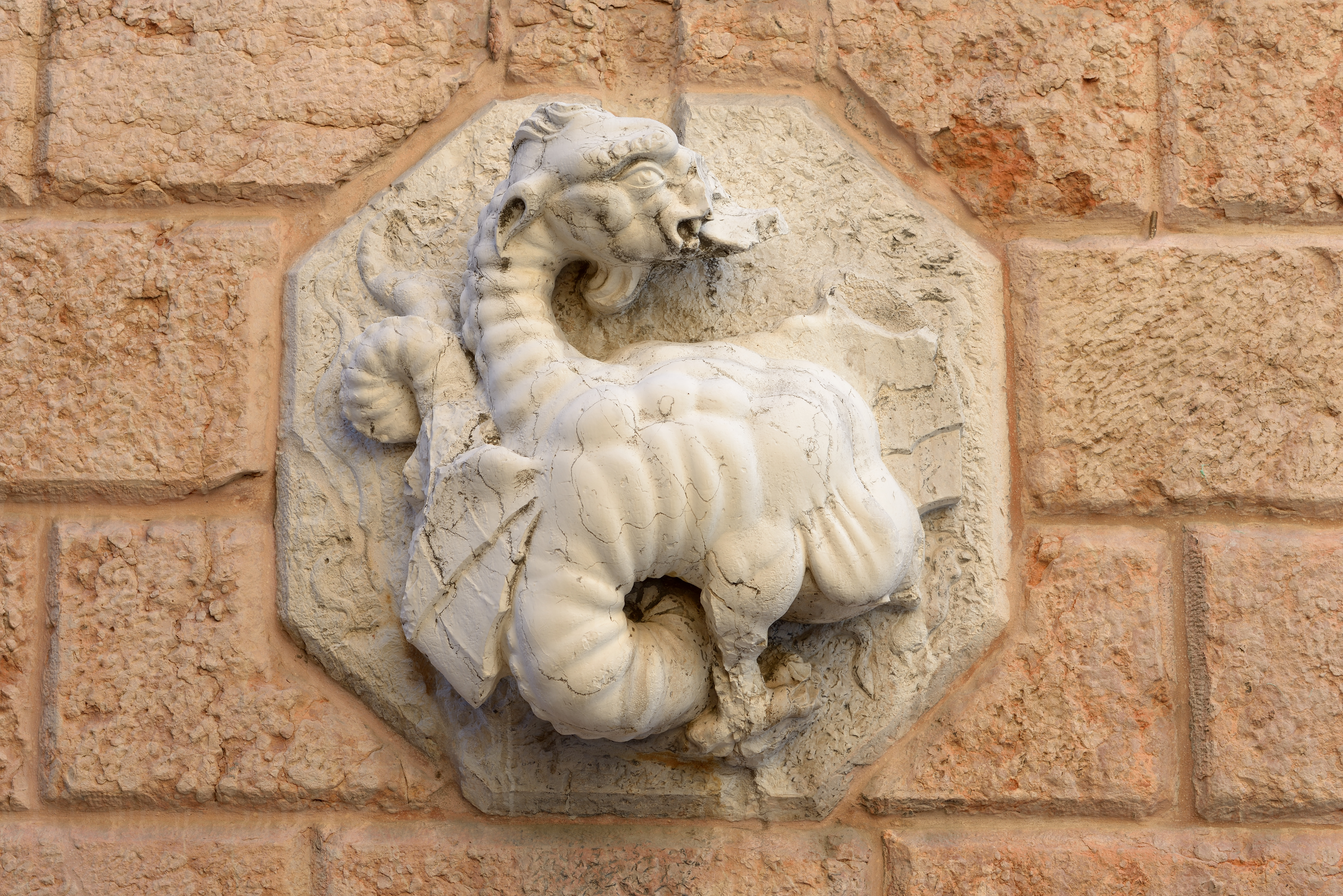
베니스에 있는 산타 마르게리타 교회의 세부 모습.
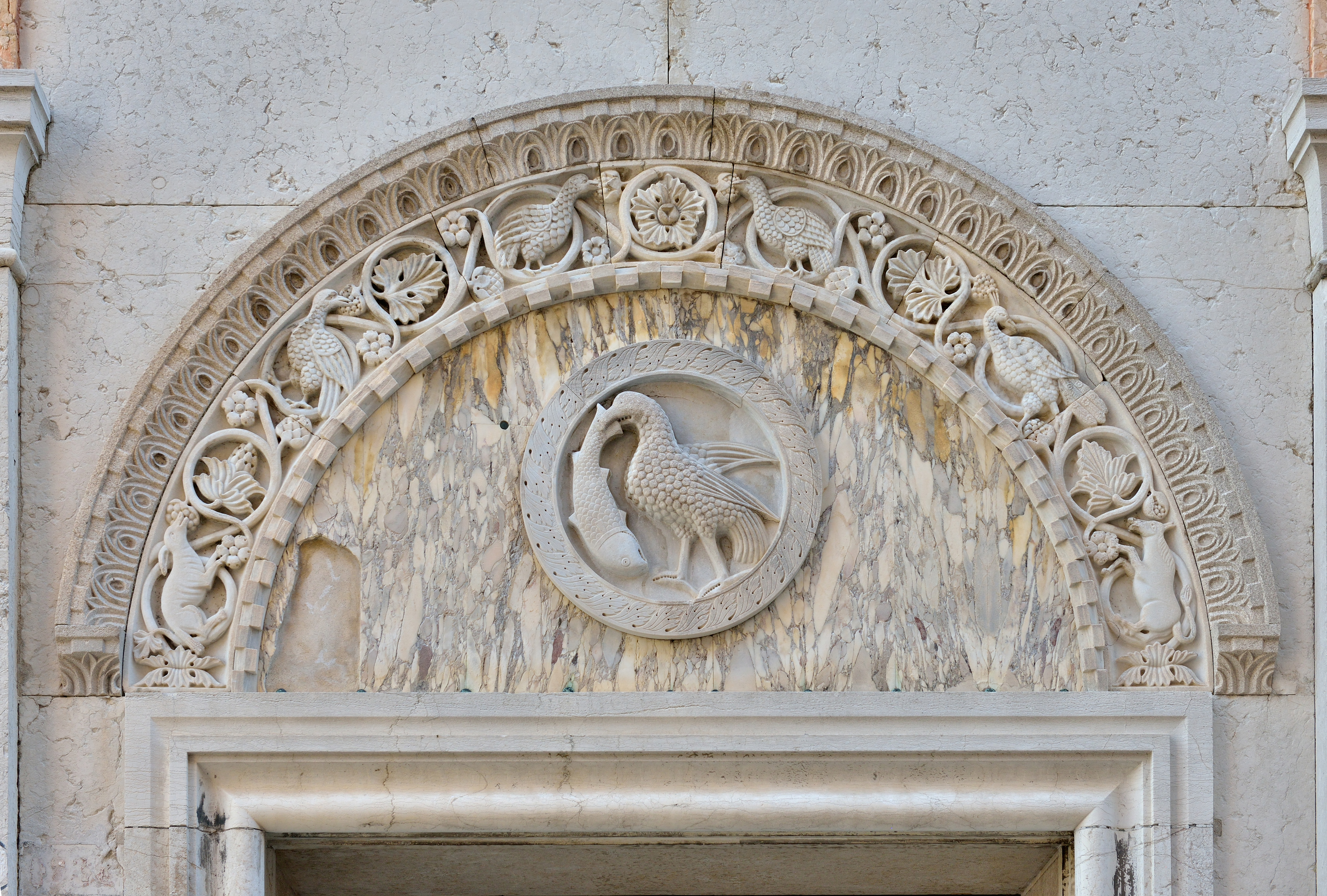
서기1869년 베니스에서 Federico Berchet에 의해 네오비잔틴 양식으로 재건축된 폰다코 데이 투르치 입구 위의 루네트.
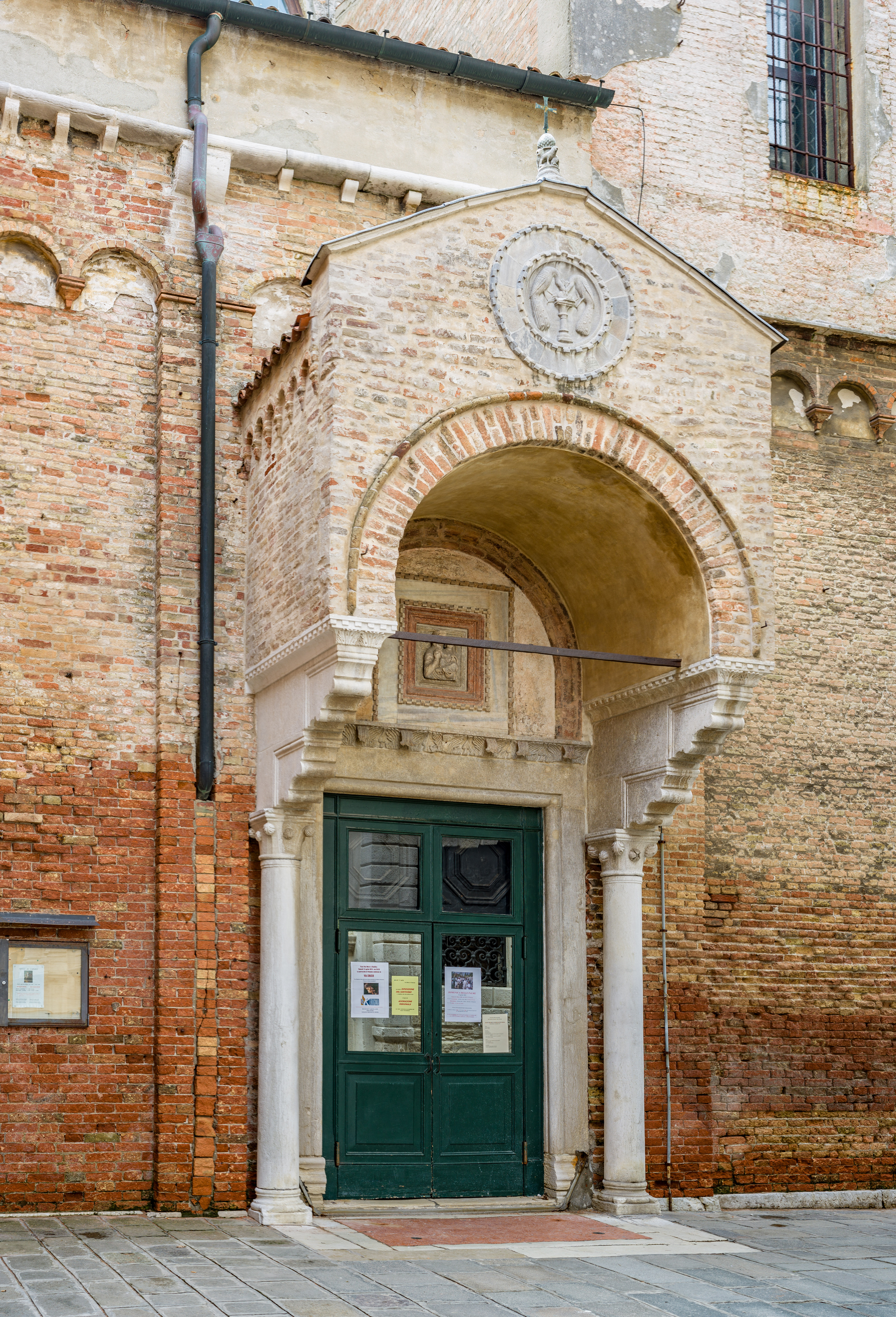
베니스의 카르미니 교회 입구.
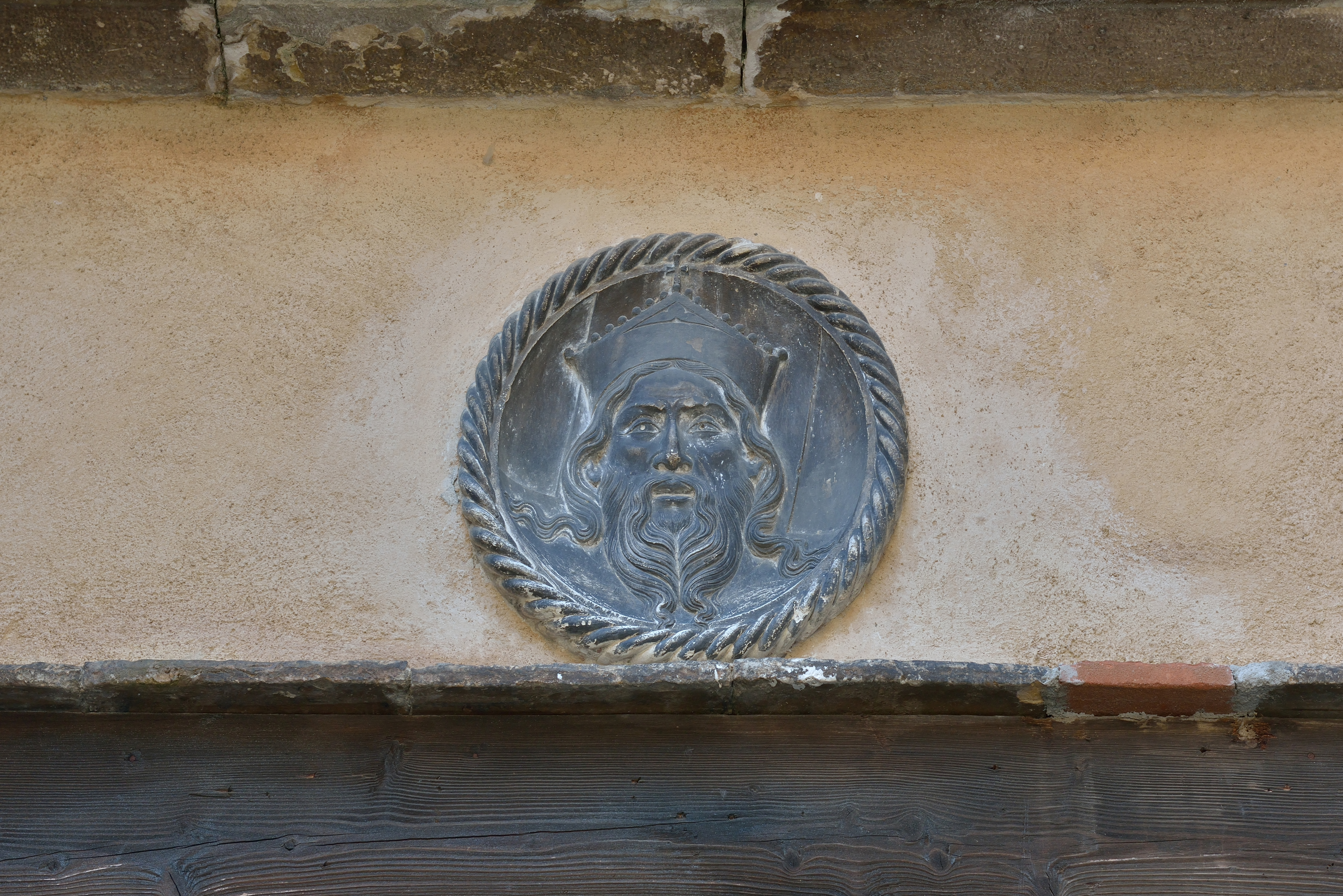
Cannaregio Venice의 스트라다 누오바(Strada Nuova)에 있는 Volto Santo.